# Túpolev I-4
El Túpolev I-4 fue un caza sesquiplano soviético. Fue creado en 1927 por Pável Sujói como su primer diseño de aeronave para Túpolev, siendo el primer caza soviético construido enteramente de metal.   

## Diseño y desarrollo
Después del primer prototipo (desarrollado con el nombre ANT-5), el Túpolev I-4 fue rediseñado con una nueva capota de motor para reducir la resistencia al aire, la adición de rieles para cohetes en el ala superior y un empenaje más grande. El ala inferior era principalmente un apoyo para los soportes del ala; fue casi retirada en la segunda serie, teniendo el I-4Z unas alas inferiores muy recortadas, siendo completamente eliminada a partir del I-4bis, y transformando el avión de un sesquiplano a un monoplano con ala parasol.  

## Historia operacional
El Túpolev I-4 fue empleado como un caza parásito en experimentos con el bombardero Túpolev TB-1. Estuvo en servicio desde 1928 hasta 1933. En total se construyeron 369 unidades.

## Variantes
ANT-5
Prototipo.
I-4
Caza monoplaza.
I-4Z
Caza con las alas inferiores de envergadura muy reducida.
I-4bis
Versión monoplano (alas inferiores eliminadas).
I-4P
Versión hidroavión.

## Especificaciones (I-4)

### Características generales
- Tripulación: Uno (piloto)
- Longitud: 7,3 m (23,9 ft)
- Envergadura: 11,4 m (37,5 ft)
- Altura: 2,8 m (9,3 ft)
- Superficie alar: 23,8 m² (256,2 ft²)
- Peso vacío: 978 kg (2155,5 lb)
- Peso cargado: 1430 kg (3151,7 lb)
- Planta motriz: 1× motor radial de 9 cilindros refrigerado por aire Shvetsov M-22.
  - Potencia: 343 kW (473 HP; 466 CV)
- Hélices: 1× bipala de paso fijo por motor.

### Rendimiento
- Velocidad máxima operativa (Vno): 257 km/h (160 MPH; 139 kt)
- Alcance: 840 km (454 nmi; 522 mi)
- Techo de vuelo: 7655 m (25 115 ft)
- Régimen de ascenso: 9,3 m/s (1821 ft/min)
- Carga alar: 60 kg/m² (12,3 lb/ft²)
- Potencia/peso: 0,25 kW/kg

### Armamento
- Ametralladoras: 

  - 2x PV-1 de 7,62 mm

## Aeronaves relacionadas

### Secuencias de designación
- Secuencia ANT-_ (interna de Túpolev): ← ANT-2 - ANT-3 - ANT-4 - ANT-5 - ANT-6 - ANT-7 - ANT-8 →
- Secuencia I-_ (Cazas soviéticos, 1923-1940): ← I-1 (II) - I-2 - I-3 - I-4 - I-5 - I-6 - I-7 →